# Gnathosaurus

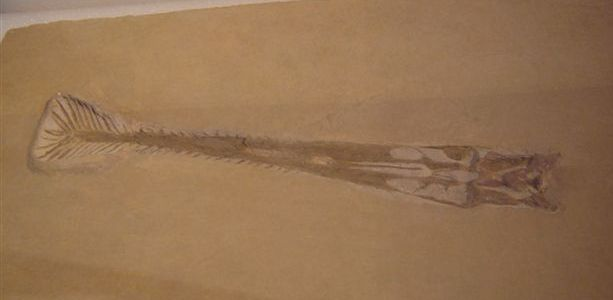
Cráneo de G. subulatus.

Gnathosaurus (nombre que significa 'mandíbula de lagarto') es un género extinto de pterosaurio ctenocasmátido conocido de una sola especie, G. subulatus, descrita en 1833. Este pterosaurio tiene una envergadura estimada en cerca de 1.7 metros. El delgado cráneo de 28-centímetros de largo tenía más de 130 dientes dispuestos de manera lateral alrededor del extremo de su boca en forma de cuchara. Fragmentos de la mandíbula de Gnathosaurus fueron descubiertos por primera vez en 1832 en la Caliza de Solnhofen del sur de Alemania pero fueron confundidos como una pieza de mandíbula de un cocodrilo teleosáurido, de aquí el sinónimo Crocodylus multidens. Sólo cuando un cráneo fue hallado en 1951 se descubrió que el animal había sido un pterosaurio. Los dientes pueden haber sido usados para filtrar agua y capturar pequeños animales, aunque esto es una conjetura.

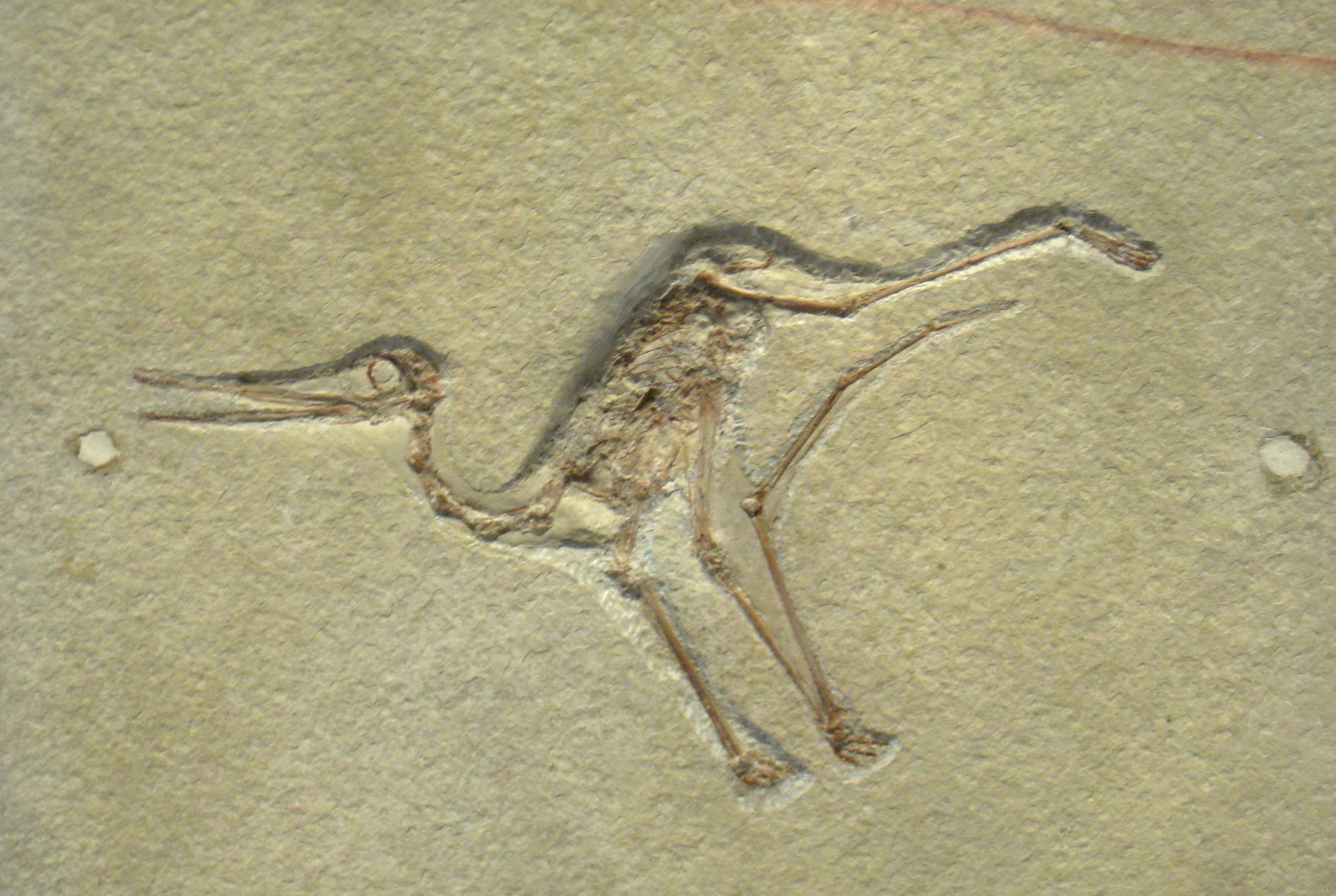
Espécimen fósil de un juvenil (antes clasificado como Pterodactylus micronyx) de la Caliza de Solnhofen en Alemania. Museo Carnegie de Historia Natural #CM11426.

Varios paleontólogos, como Christopher Bennett, han sugerido que una supuesta especie diminuta de Pterodactylus, P. micronyx, es probablemente un juvenil de Gnathosaurus subulatus. Aunque los dientes largos y curvos del Gnathosaurus le impedían cerrar la boca, le permitían pescar aprisionando con su pico a sus presas, pero dejando escapar el agua.